# Uwe Wünsch
Uwe Wünsch (* 15. Februar 1963 in Frankenberg, Sachsen) ist ein ehemaliger deutscher Skilangläufer, der Anfang der 1980er Jahre an Wettkämpfen teilnahm.
Er startete für den SC Traktor Oberwiesenthal. Bei den FIS Nordischen Skiweltmeisterschaften 1982 gewann er in der 4 × 10-km-Staffel die Bronzemedaille (gleichauf mit Finnland). Wünsch belegte 1983 bei einer Weltcup-Veranstaltung in Sarajevo den 12. Platz bei der 15-km-Strecke. Er nahm auch an den Olympischen Winterspielen 1984 teil.